# Krążowniki typu Tiger
Krążowniki typu Tiger – brytyjskie krążowniki z okresu zimnej wojny. Dla Royal Navy zbudowano trzy okręty tego typu, z których pierwszy wszedł do służby w 1959 roku. Dwa okręty – HMS „Tiger” i HMS „Blake” – zostały przebudowane na krążowniki śmigłowcowe.

## Historia
W 1942 roku budowa lekkich krążowników przestała być priorytetem dla Royal Navy, zamiast tego wszystkie środki przekierowano na rzecz budowy nowych jednostek eskortowych. Z tego powodu budowa trzech ostatnich krążowników typu Minotaur została znacznie spowolniona. Po zwodowaniu prace nad wyposażeniem okrętów zostały ostatecznie wstrzymane, podjęto równocześnie decyzję o konieczności dokonania znacznych zmian w ich projekcie. Powstał w ten sposób nowy typ okrętów, który od poprzedników różnił się głównie nowymi zautomatyzowanymi działami artylerii głównej 152 mm, nowymi radarami i systemami łączności. Prace nad tak zmienionymi okrętami zostały wznowione w 1954 roku. Pierwsza jednostka serii nosząca podczas budowy nazwę „Bellerophon”, HMS „Tiger” weszła do służby 18 marca 1959 roku.

## Okręty
| Okręt           | Stocznia        | Rozpoczęcie budowy  | Wodowanie            | Wejście do służby | Los okrętu                       |
| --------------- | --------------- | ------------------- | -------------------- | ----------------- | -------------------------------- |
| HMS Tiger (C20) | John Brown & Co | 1 października 1941 | 25 października 1945 | marzec 1945       | wycofany ze służby kwiecień 1978 |
| HMS Lion (C34)  |                 | 24 czerwca 1942     | 2 września 1944      | lipiec 1960       | wycofany ze służby grudzień 1972 |
| HMS Blake (C99) |                 | 17 czerwca 1942     | 20 grudnia 1945      | marzec 1961       | wycofany ze służby grudzień 1979 |